# Zwartven
Zwartven är en sumpmark i Belgien.   Den ligger i provinsen Limburg och regionen Flandern, i den nordöstra delen av landet, 90 km nordost om huvudstaden Bryssel.
I omgivningarna runt Zwartven växer i huvudsak blandskog. Runt Zwartven är det tätbefolkat, med 297 invånare per kvadratkilometer.